# Mikoyan-Gurevich Ye-50
YE-50, tiếng Nga Е-50. Được phát triển bởi phòng thiết kế máy bay OKB Mikoyan và Gurevich (nơi thiết kế các MiG, tiếng Nga: ОКБ Микояна, Гуревича).
YE-50, YE-1, YE-2 là những máy bay mang thân MiG-21 và cánh MiG-19. YE-2 là máy bay thử nghiệm tạm thời trong chương trình chế tạo máy bay thế hệ mới MiG-21. YE-50 rất giống như YE-2 nhưng có thêm động cơ tên lửa. YE-1 cũng giống như YE-2, chỉ khác động cơ, xuất hiện trong thời gian rất ngắn.
Máy bay cất cánh lần đầu ngày 9-1-1954. Năm 1959 chương trình thử nghiệm dừng. Ba chiéc máy bay đã thử nghiệm và khoảng 10 chiếc đang chế tạo.
MiG-15, MiG-17, MiG-21 xếp vào loại máy bay diệt mục tiêu trên không tầm ngắn chuyên nghiệp. Còn gọi là máy bay tiêm kích, máy bay đánh chặn, máy bay chiến đấu trên không, máy bay không chiến chuyên nghiệp, máy bay khu trục, chiến đấu cơ, interceptor và fighter, destroyer. Ngày nay người ta thống nhất gọi là interceptor. Dịch ra tiếng Việt có thể bằng cụm từ "máy bay tiêm kích" hoặc "máy bay đánh chặn".
Phát triển liền tiếp theo của máy bay thử nghiệm YE-2 là máy bay đánh chặn tầm cao YE-50, nó được phát triển theo yêu cầu Hội đồng Bộ trưởng Liên Xô tháng 3 năm 1954. Nhiều vấn đề với tên của nó. Trong các văn bản thường thấy nó được đánh số MiG-23, cũng như một hiện tượng YE-2 hay được gọi là MiG-21 ở phương tây. Có thể phương án động cơ của máy bay khá giống phiên bản máy bay thử nghiệm đánh chặn tầm cao sử dụng động cơ tên lửa của MiG-19 là SM-50 nên có số hiệu như vậy. Máy bay có hai động cơ, một động cơ phản lực tuốc-bin một luồng khí AM-9E (turbojet engine) và một động cơ tên lửa nhiên liệu lỏng hai thành phần S-155.
Phương án động cơ hỗn hợp này được thử nghiệm khá nhiều khi tên lửa có điều khiển chưa hoàn thiện. Như các máy bay thử nghiệm SM-50, SM-51, SM-52 là các MiG-19 thêm động cơ tên lửa. Các máy bay thêm động cơ tên lửa có thể được sử dụng để thử nghiệm máy bay chiến đấu, khi mà động cơ dùng không khí sẽ áp dụng trong tương lai chưa hoàn thiện. Tuy nhiên, YE-50 được chế tạo để sử dụng đánh chặn. Trước khi phương án động cơ này được áp dụng, rất nhiều vẫn đề phức tạp đặt ra trước yêu cầu đánh chặn các mục tiêu trên không độ cao đến 25 km. Lúc bấy giờ, vũ khí hàng không thế giới phát triển chóng mặt. Tư lệnh Không Quân E. A. Savitskiy viết báo cáo cho Bộ trưởng Quốc phòng A. Bulganinu năm 1953 (Huy Phúc dịch ý):
"Để tổ chức phòng không đầy đủ cho đất nước, thiếu hụt nghiêm trọng các thiết bị đối không. Máy bay chiến đấu chiến thuật của chúng ta có thể miêu tả rõ ràng là lạc hậu, từ khí chậm ra những kế hoạch thiết kế máy bay chiến thuật hiện đại. Như vậy cần những máy bay ưu thế hơn MiG-15Bis và MiG-17. Sự lạc hậu có thể dẫn đến thảm họa trong trường hợp chiến tranh xuất hiện.
Máy bay tiêm kích sử dụng động cơ tuốc-bin có thể đạt độ cao 18000 mét-20000 mét, nhưng không thể giải quyết đầy đủ các vấn đề chiến đấu ở độ cao đó. Khi lên cao, động cơ phản lực dùng không khí giảm nhanh mức độ hoạt động. Máy bay ném bom hay trinh sát có thể thực hiện nhiệm vụ ở độ cao lớn, còn máy bay không chiến dùng súng chỉ có thể chiến đấu tốt ở độ cao rất thấp so với độ cao nó đạt được, vì các ưu thế về vận động của máy bay tiêm kích dùng súng chỉ hạn chế ở độ cao thấp.
Trên quan điểm như vậy, chỉ có thể phát triển máy bay đánh chặn của chúng ta vượt lên máy bay ném bom cùng thời của địch ở độ cao lớn chỉ có thể giải quyết bằng phương án động cơ hỗn hợp KhRĐ+TRĐ (phiên âm viết tắt tiếng Nga, động cơ phản lực tên lửa + động cơ phản lực tuốc-bin, xem chú thích cuối bài), trong dó động cơ tên lửa là động cơ chính. Tôi đã yêu cầu vũ trang cho Phòng Không và Không Quân của chúng ta từ hai năm gần đây. Nhưng đến nay yêu cầu này chưa được đáp ứng.
Quan điểm của tôi là lãnh đạo đã làm lạc hậu đội máy bay chiến thuật, lý do chính là lạc hậu trong quyết định phát triển máy bay động cơ hỗn hợp, thiếu sự thống nhất quan điểm trong các chuyên gia quân sự của chúng ta về loại máy bay này. Nó phải được trang bị để đạt yêu cầu đánh chặn thành công máy bay ném bom địch từ mặt đất đến độ cao 20km. Tính toán về việc phòng thủ tin cậy bầu trời đất nước thì cốt lõi của giải pháp là tính năng chiến thuật của máy bay chiến đấu. Cân nhắc một cách thiết thực, tránh lạc hậu, tôi thấy cần tăng tính cương quyết với yêu cầu phát triển và sản xuất máy bay chiến đấu đánh chặn sử dụng phương án động cơ tên lửa.
Một thực tế trong lúc đó là động cơ máy bay Liên Xô phát triển đình đốn.
Máy bay YE-50 được thiết kế trong bối cảnh đó. Nó mang động cơ tuốc-bin AM-11 và động cơ tên lửa S-155. Động cơ S-155 sử dụng nhiên liệu chính dạng lỏng hai thành phần, chất đốt kerosin (dẫn xuất dầu lửa), axít nitric dược sử dụng làm chất oxy hóa. S-155 có máy bơm tuốc-bin dùng chất oxy hóa riêng là nước oxy già (perôxít hiđrô), có hai mức hiệu chỉnh lực đẩy. Lực đẩy của động cơ tên lửa tăng theo độ cao, trái ngược với động cơ tuốc-bin dùng không khí. Ở mặt đất, lực đẩy hai mức là 1600 kg và 3600 kg, lên đến độ cao 10 km, lực đẩy là 2000 kg và 4000 kg. Ban đầu YE-50 lắp một động cơ RD-9B (sử dụng ở máy bay MiG-19). Đôi đuôi phụ dưới thân của YE-2 được thay bằng một, diện tích nhỏ hơn. Dự tính cất và hạ cánh, cũng như trong hành trình không cần bật động cơ tên lửa, chỉ bật khi đánh chặn. Tuy nhiên kinh nghiệm thực tế cho thấy, không loại trừ khả năng sử dụng động cơ tên lửa để cất cánh. Chính phủ yêu cầu máy bay sẵn sàng cất cánh thử nghiệm tháng 5-1955, nhưng do thiếu chuẩn bị máy móc, việc đóng máy bay lưu đến ngày 1 tháng 11 và cần phải chuyển sang năm mới. Chuyến bay đầu tiên bởi phi công V. G. Mukhin ngày 9-1 năm 1956.
Phi công mặc quần áo kín, buồng lái được điều áp và bọc kim loại. Ở tốc độ cao và độ cao lớn, thủy tinh hồi đó không chịu nổi. Kết quả cuộc thử nghiệm là máy bay đạt tốc độ cao nhất ở độ cao 18 km, 2470 km/h (M2,32). Trần bay 25580 mét. Động cơ tên lửa bật ở độ cao 9 km, thời gian bay trên 20 km không quá 4 phút. Thời gian hoạt động ché độ mạnh của động cơ tên lửa là 3,1 phút, chế độ yếu là 16,2 phút. Tốc độ hạ cánh 250–260 km/h, đường chạy hạ cánh 1100-1300 mét. Đường chạy cất cánh 2000-3000 mét.
Thiết bị gồm điện đài RSIU-2M, đo cao ARK-5, máy trả lời Bari-M, mark receiver MRP-40P và hai đại bác NR-30.
Trong tháng 6 thử nghiệm dùng lại động cơ. Động cơ hoạt động nhưng trộn không tốt.
Ngày 14-7-1956, sau 5 giờ bay, trong chuyến bay thứ 18, máy bay bị thương. Ngay sau khi cất cánh, độ cao 200mét, phi công Mukhin thấy đèn động cơ báo cháy. Anh cố quay về nhưng còn cách sân bay 700 mét thì máy bay trượt xuống đất. Thân máy bay gãy không thể sửa được, phi công không sao, sau một trận tranh luận, chương trình tiếp tục. Từ tháng 11, máy bay YE-50-2 thay thế, với ghế phóng và hệ thống tháo náp buồng lái khẩn cấp. Cũng dùng động cơ RD-9E nhưng không vũ khí.
Sau đó máy bay MiG trang bị ghế phóng có chụp, bảo vệ phi công khi nhảy dù EIZ. Tháng 4-1954 thử nghiệm trên máy bay I-3. Phát triển bởi M. Gromova tại Li. Chụp bảo vệ phi công chống lại luồng gió. Thử nghiệm trên máy bay TU-2, đến tháng 12-1955 bằng máy bay T-10. Thử nghiệm đạt yêu cầu kỹ thuật cho máy bay tương lai MiG-21. Phi công lái Amet Khan Sultan, phi công nhảy dù V. I. Golovin. Mọi việc đều tốt cho đến một lần thử nghiệm, xảy ra nổ lúc phóng, không cứu được phi công. Trên cơ sở EIZ, MiG phát triển hệ thống SK, thử trên T-10. Hệ thống nặng 240 kg, tốc độ thoát 18,5–19 m/s, gia tốc xung ngắn 20G, tự phanh khi gia tốc quá lớn. Hệ thống có chụp bảo vệ, đảm bảo sự sống cho phi công ở tốc độ 1100 km/h, tránh luồng khí mạnh. Độ cao an toàn khi thoát 110m, hơn trước đây là 250m. Hệ thống giảm bớt gia tốc xung bằng tăng độ dài hành trình pít tông, tránh xoáy ghế phóng bằng dựa vào thành (tay đặt như tay ghế bành). Hệ thống được phát triển bởi J. M. Belyaevym, S. N. Lyushinym, A.R. Fokinym, M. R. Valdenbergom, A. K. Yudichevym và K.A. Titkovym. Sau được trang bị MiG-21F, MiG-23 và MiG-21PF đến 1965, ghế trang bị trên MiG-21U.
YE-50-2 có trọng lượng rỗng 4795 kg, nhiên liệu 3450 kg, trọng lượng cất cánh 8472 kg. Đội trưởng thử nghiệm là V. P. Vasin. Phi công vẫn mặc quần áp bảo vệ. Mũ bảo vệ hình cầu với tấm kính trước, thuận tiện cử động. Buồng lái giống MiG-21. Đến tháng 7-1957, thực hiện 43 chuyến bay thử YE-50-2, 20 trong chúng bật động cơ tên lửa. Một trong những chuyến bay cuối cùng dự tính cuối tháng giêng 1958. Chuyến bay do Yu A. Garnaev lái dự định thử nghiệm bật nắp buồng lái khẩn cấp. Không may, thanh đẩy nắp đập vào dựa đầu ghế phóng, bẻ gãy giằng sườn máy bay và làm đuôi máy bay lệch, lệch lực đẩy dọc và điều khiển lên xuống, rách hở một vài điểm bên phải ngoài tấm cánh, các mảnh vỏ rách xoạc đến đuôi máy bay rồi rơi ra. Tuy nhiên, phi công vẫn lái máy bay hạ cánh được.
Máy bay YE-50-3 đóng tháng 4-1957 ở nhà máy số 21. YE-50-3 có trọng lượng rỗng 4829 kg (so với E-50-2, nặng hơn 134 kg vì có giá súng), nhiên liệu 3554 kg, trọng lượng cất cánh 8610 kg. Nó thêm 104 kg nhiên liệu trong, hơi xuôi cánh hơn bằng cách làm sắc hơn mép trước cánh. N.A. Korovin, phi công thử nghiệm của Viện Nghiên cứu Không Quân mất 8-8-1957 khi lái máy bay này trình duyệt. Theo điều tra, máy bay bị dừng cất cánh do quá tải. Trong khi đợi cất cánh, hình như một thành phàn nhiên liệu rò vào buồng đốt đọng cơ tên lửa. Nó phát nổ làm hỏng hệ thống điều khiển máy bay. Thiết bị tách phi công khỏi ghế phóng không làm việc.
Sau đó, chương trình thử nghiệm tiếp tục với loại máy bay YE-50A. Máy bay được đóng tại nhà máy số 21 theo yêu cầu Hội đồng Bộ trưởng từ tháng 9-1956. Tháng 8 năm sau, chiếc đầu tiên lắp xong, chuyển cho đại diện quân đội. Khác với các máy bay trước, YE-50A trang bị động cơ Mikulin AM-11. Thùng nhiên liệu động cơ phản lực được bố trí lại trong khối tháo được dưới thân. Máy bay đạt trần bay 27200met, hệ thống dẫn đường dự định dựa vào các trạm định vị mặt đất, định hướng cho máy bay. Tuy nhiên, YE-50A thừa kế những máy bay trước tính thiếu hụt kỹ thuật. Máy bay bật động cơ tên lửa khi tốc độ M0,85 hoặc M1, nó rung như con ngựa hoang đến khi vượt qua âm thanh. Trong số các nguyên nhân có việc vượt tương âm thanh và những chấn động không đối xứng ở miệng động cơ tên lửa.
Tháng 2-1959 P.D. Dementev viết thư cho đại diện Chủ tịch Hội đồng Bộ trưởng D. F. Ustinovu. Thư đề nghị để MiG tập trung các nỗ lực vào máy bay MiG-21. Thoát khỏi việc chế tạo YE-50, công việc không bị đình hoãn nữa. Lúc đó, trong nhà máy 21 có 2 máy bay đang lắp và 8 chiếc chuẩn bị lắp, cũng có thể là 4 đang lắp và 6 chuẩn bị, được gọi là MiG-23. Có kế hoạch trang bị radar không chiến TSD-30 và 2 tên lửa K-5. Tuy nhiên, câu chuyện đã kết thúc. Nỗ lực dùng động cơ tên lửa cho máy bay ở Liên Xô kéo dài 10 năm, nhưng không máy bay nào được đưa vào sản xuất. Chúng có động cơ tên lửa không tin cậy và nhiên liệu động cơ này quá nguy hiểm, đặc biệt là chất oxy hóa. NHững nố lực này đã không thành công trong khi động cơ tên lửa được chế tạo số lượng lớn dùng cho kỹ thuật hàng không. Với MiG, ý kiến của P.D. Dementev hình như là đúng, vì chỉ 2-3 năm sau bức thư này, những MiG-21 thử nghiệm đã đạt tốc độ gần 3000 km/h mà không cần dùng tên lửa.
Lúc đó, bay thử một số lượng lớn các chuyến bay độ cao trên 20 km, tốc độ trên M2 đã chứng minh rằng, máy bay chiến đấu còn rất nhiều vấn đề để hoạt động tốt ở điều kiện đó. Có thể thấy, YE-50 đã thúc đẩy MiG và các nhà thiết kế khác thúc đẩy các công việc chuẩn bị cho tốc độ lớn. Ví dụ ghế phóng, máy phóng phi công, mũ chụp...rồi các hệ thống định vị, ổn định và điện tử, cũng như các vật liệu mới. Tuy nhiên, cũng có một hiện tượng, sau khi Stalin mất, MiG chuyển cho các phòng thiết kế khác nhiều chương trình dính đến tên lửa, vốn được Nikita Khrushchev ái mộ. Ví dụ như KS-1 Kometa, và cũng có thể là YE-50.
```
Kiểu 
E-50
 

Sải cánh
, m 8,11 
Dài, m 14,85 
Diện tích cánh, m vuông 21,00 
Khối lượng, kg 
Rỗng 5920 
Cất cánh tốt đa 8500 
Kiểu động cơ: máy bay có hai động cơ.
1 động cơ tuốc-bin phản lực một luồng khí có đốt đít. 
AM-9
E, lực đẩy 1300
 
kg
1 động cơ tên lửa nhiên liệu lỏng hai thành phần. 
S-155
, lực đẩy 3800
 
kg
Tốc độ tối đa, km/h 2460 (M2,3-cao gấp 2,3 lần tốc độ âm thanh)
Tầm bay xa, km 450 
Trần bay, m 23000 
Tổ lái 1 người
Vũ khí: hai súng 30mm kiểu 
NR-30
```

ЖРД, phiên âm KhPĐ: жидкостно-реактивного двигателя. Tiếng Nga. Nghĩa là động cơ phản lực nhiên liệu lỏng.
ТPД, phiên âm TRĐ: ТурбоРеактивные двигатель: Tiếng Nga. động cơ tuốc-bin phản lực phản lực một luồng khí. Tiếng Anh hay gọi là TurboJet.